# A Day That Is Dead
A Day That Is Dead è un cortometraggio muto del 1913  diretto da Charles H. France che firma anche la sceneggiatura del film, il cui soggetto si basa su una poesia di Alfred Tennyson che avrebbe ispirato l'anno seguente un'altra pellicola, Break, Break, Break, diretta da Harry A. Pollard.

## Produzione
Il film fu prodotto dalla Edison Company.

## Distribuzione
Distribuito dalla General Film Company, il film - un cortometraggio in una bobina - uscì nelle sale cinematografiche statunitensi il 28 gennaio 1913.